# Ми — одна команда
«Ми — одна команда» (англ. We Are Marshall, «Ми — "Маршалли"») — спортивна драма 2006 року, з Меттью Мак-Конегі та Метью Фоксом у головних ролях.

## Сюжет
Восени 1970 року футбольна команда Університету Маршалла здійснювала чартерний рейс додому після програшу команді суперників. Літак, завершаючи рейс, впав. Усі присутні на літаку загинули.
Через трагедію, у якій загинула майже вся команда та тренерський склад, керівник університету Дональд Дедмон хотів тимчасово зупинити футбольну програму. Але за наполяганням Нейта Руффіна Дедмон наймає тренера Джека Лінгела, який разом з вижившим членом попереднього тренерського складу збирають нову команду. До складу ввійшли переважно першокурсники. Це стало можливо за зверненням Дедмона до НАСС, які зробили виключення для Університету Маршалла.
Недостатність досвіду молодих гравців та емоційного стану досвідчених, зокрема Нейта Руффіна, приводить спочатку до поразки. Але наступна гра приносить їм перемогу з рахунком 15:13.

## У ролях
| Актор                   | Роль           |
| ----------------------- | -------------- |
| Меттью Мак-Конегі       | Джек Лінгел    |
| Метью Фокс              | Вільям Довсон  |
| Ієн Мак-Шейн            | Пол Гріффін    |
| Ентоні Макі             | Нейт Руффін    |
| Кейт Мара               | Енні           |
| Арлен Ескарпета         | Олівер         |
| Девід Стретейрн         | Дональд Дедмон |
| Дженьюарі Джонс         | Ірма           |
| Кімберлі Вільямс-Пейслі | Сенді Лінгел   |
| Браян Гераті            | Том Богдан     |
| Роберт Патрік           | Рік Толлі      |

## Створення фільму

### Виробництво
Зйомки фільму проходили в Гантінгтоні та Кенові Західна Вірджинія, а також Атланті, Джорджія, США.

### Знімальна група
- Кінорежисер — Макджі
- Сценаристи — Джеймі Лінден, Корі Гелмс
- Кінопродюсер — Макджі
- Композитор — Крістоф Бек
- Кінооператор — Так Фудзімото
- Кіномонтаж — Шейн Гелбат, Грег Ландон
- Художник-постановник — Том Меєр
- Артдиректор — Джона Марковіц
- Художник-декоратор — Мег Іверіст
- Художник з костюмів — Денні Глікер
- Підбір акторів — Джастін Бадделі, Кім Девіс-Вагнер[3].

## Сприйняття
Фільм отримав змішані відгуки. На сайті Rotten Tomatoes оцінка стрічки становить 49 % на основі 125 відгуків від критиків (середня оцінка 5,8/10) і 79 % від глядачів із середньою оцінкою 3,6/5 (202 750 голосів). Фільму зарахований «гнилий помідор» від кінокритиків та «попкорн» від глядачів, Internet Movie Database — 7,1/10 (51 605 голосів), Metacritic — 53/100 (31 відгук критиків) і 8/10 (119 відгуків від глядачів).